# Kjekstadmarka
Kjekstadmarka est une zone forestière située à l'extérieur d'Oslo, en Norvège. C'est une partie d'Oslomarka, dans le comté d'Akershus et est située entre  au sud de Vestmarka.

## Description
Kjekstadmarka se trouve au sud de Vestmarka dans les municipalités d'Asker et de Lier.
Kjekstadmarka est délimité par Lierskogen et Askerbørskogen au nord, Heggedal, Spikkestadbanen et Røyken à l'est et au sud et Lierdalen à l'ouest. Le point culminant de l'arrière-pays est Brennåsen (361 m).Il possède des pistes cyclables et un domaine skiable très fréquenté. Des installations alpines se trouvent à Vardåsen, au nord-est.